# Zeriassa inflexa fuchsi
Zeriassa inflexa fuchsi es una subespecie de arácnido  del orden Solifugae de la familia Solpugidae.

## Distribución geográfica
Se encuentra en Kenia.